# Ассирийское затмение
Ассири́йское затме́ние — полное солнечное затмение, произошедшее 15 июня 763 года до нашей эры. Максимальная продолжительность полной фазы достигала 5 минут, частные фазы затмения могли наблюдаться в Европе, Азии и Африке.
Затмение наблюдали в Древней Ассирии, что подтверждает одна из глиняных табличек с клинописью, найденная в Ниневии. Также, вероятно, отсылка именно к этому затмению содержится в Библии.

## Характеристики
Затмение произошло 15 июня 763 года до нашей эры. Максимальная фаза затмения составила 1,0596, а наибольшая ширина тени — 204 км. Максимальная продолжительность полной фазы затмения составляла ровно 5 минут. Максимальная фаза и продолжительность затмения достигалась в точке с координатами 38,9° северной широты и 54,3° восточной долготы. В момент максимальной фазы затмения всемирное время, описывающее положение Солнца на небе в тот момент, составило 08:14, тогда как динамическое время TDT —14:08 того же дня. Различие между этими величинами — ΔT — обусловлено неравномерностью движения Земли.
Частные фазы затмения могли наблюдаться в большей части Старого Света: практически во всей Европе и большей части Азии и Африки. Полные фазы могли наблюдаться в Западной и Северной Африке, на Ближнем Востоке и Центральной Азии, и, наконец, в Тибете и на юге Китая. В частности, полоса затмения проходила через Ниневию — город в Ассирии, где впоследствии была найдена табличка с упоминанием затмения, либо же близко к ней.

## Наблюдения современниками
Затмение 763 года до нашей эры наблюдали в Древней Ассирии. Так, одна из найденных в Ниневии глиняных табличек с клинописью гласит:

В [год, когда] лимму Бур-Сагале[, наместник] Гузаны. Бунт в цитадели Ашшура. В месяце симане произошло затмение Солнца.
Оригинальный текст (аккад.)ina li-me mbur—dsa-gal-e ⸢ša⸣ URU.gu-za-na si-ḫu ina URU.ŠÀ—URU ina ITI.SIG₄ dUTU AN.MI GAR-an.

Бур-Сагале — имя высшего чиновника; высшие чиновники назначались на срок в один год и по их именам отсчитывались годы. Месяц симан соответствует современным маю—июню, что согласуется с астрономическими данными о затмении. По различным данным была определена приблизительная датировка таблички, а в период с 777 по 745 годы до нашей эры произошло лишь два затмения, которые могли в большой фазе наблюдаться в Ассирии. Это затмение 15 июня 763 до н. э. и затмение 10 февраля 765 до н. э., но, поскольку второе произошло в феврале, оно не могло относиться к месяцу симан. Вероятно, затмение было воспринято современниками как связанное с описанным в табличке бунтом.
Таким образом, ассирийское затмение обеспечивает одну из привязок исторических событий к хронологии. Кроме того, наблюдения древних затмений важны и для астрономии: даже незначительное изменение скорости вращения Земли за тысячи лет приводит к заметному отклонению её положения от ожидаемого, и наблюдение затмения в предсказанной точке становится невозможным. И наоборот, информация о том, в какой точке в действительности наблюдалось затмение, позволяет оценивать величину замедления вращения Земли.

## Отражение в культуре
В Библии присутствует описание солнечного затмения: «И будет в тот день, говорит Господь Бог: произведу закат солнца в полдень и омрачу землю среди светлого дня». Вероятно, это описание связано с ассирийским затмением, поскольку деятельность пророка Амоса происходила во времена царя Иеровоама II, который правил в 786—746 годах до нашей эры, а ассирийское затмение в достаточно большой фазе наблюдалось с территории Израильского царства.

### Комментарии
1. ↑  На сайте NASA Архивная копия от 8 июня 2021 на Wayback Machine и в некоторых других источниках 763 год до нашей эры записывается как −762 год.